# Juliet Anderson

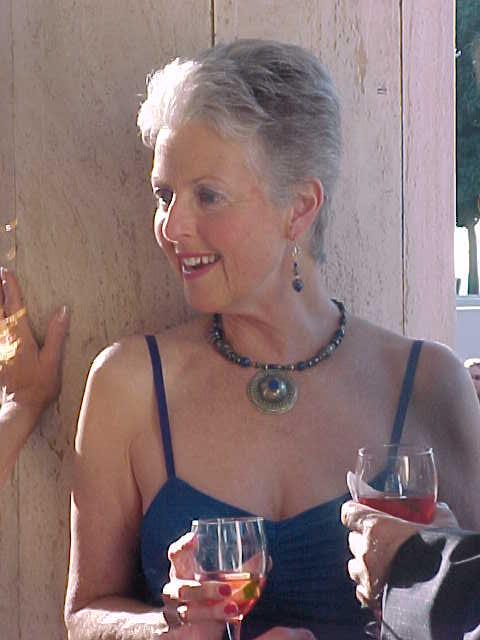
Juliet Anderson (2001)

Juliet Anderson (* 23. Juli 1938 als Judith Cathleen Carr in Burbank, Kalifornien; † 11. Januar 2010 in Berkeley) war eine US-amerikanische Pornodarstellerin.

## Leben
Juliet Anderson gab ihr Pornofilmdebüt im Alter von 39 Jahren im November 1977 in Pretty Peaches. Vorher arbeitete sie als Englischlehrerin in Japan, Mexiko, Griechenland und Finnland. Bis zu ihrem vorübergehenden Ausstieg 1989 war sie in sechzig Filmen zu sehen, unter anderem in Vista Valley P.T.A. Am bekanntesten wurde sie in ihrer Rolle als Aunt Peg, die sie in einigen Kurzfilmen der Reihe Swedish Erotica spielte. 1995 kehrte sie als Darstellerin ins Porno-Business zurück. 1999 trat Juliet Anderson noch einmal auf, im Film Ageless Desire, bei dem sie auch als Produzentin und Regisseurin tätig war. Anderson spielte in hetero- und homosexuellen Filmen.

## Auszeichnungen
Juliet Anderson war Mitglied sowohl der AVN Hall of Fame als auch der XRCO Hall of Fame.